# Пайлот (гора, Альберта)
Пайлот (англ. Pilot Mountain) — гора на западе Канады в долине реки Боу в национальном парке Банф в Альберте (Канада). Расположена к юго-востоку от Редеарт-Крик и к западу от Трансканадского шоссе, высота горы — 2935 м над уровнем моря.

## История

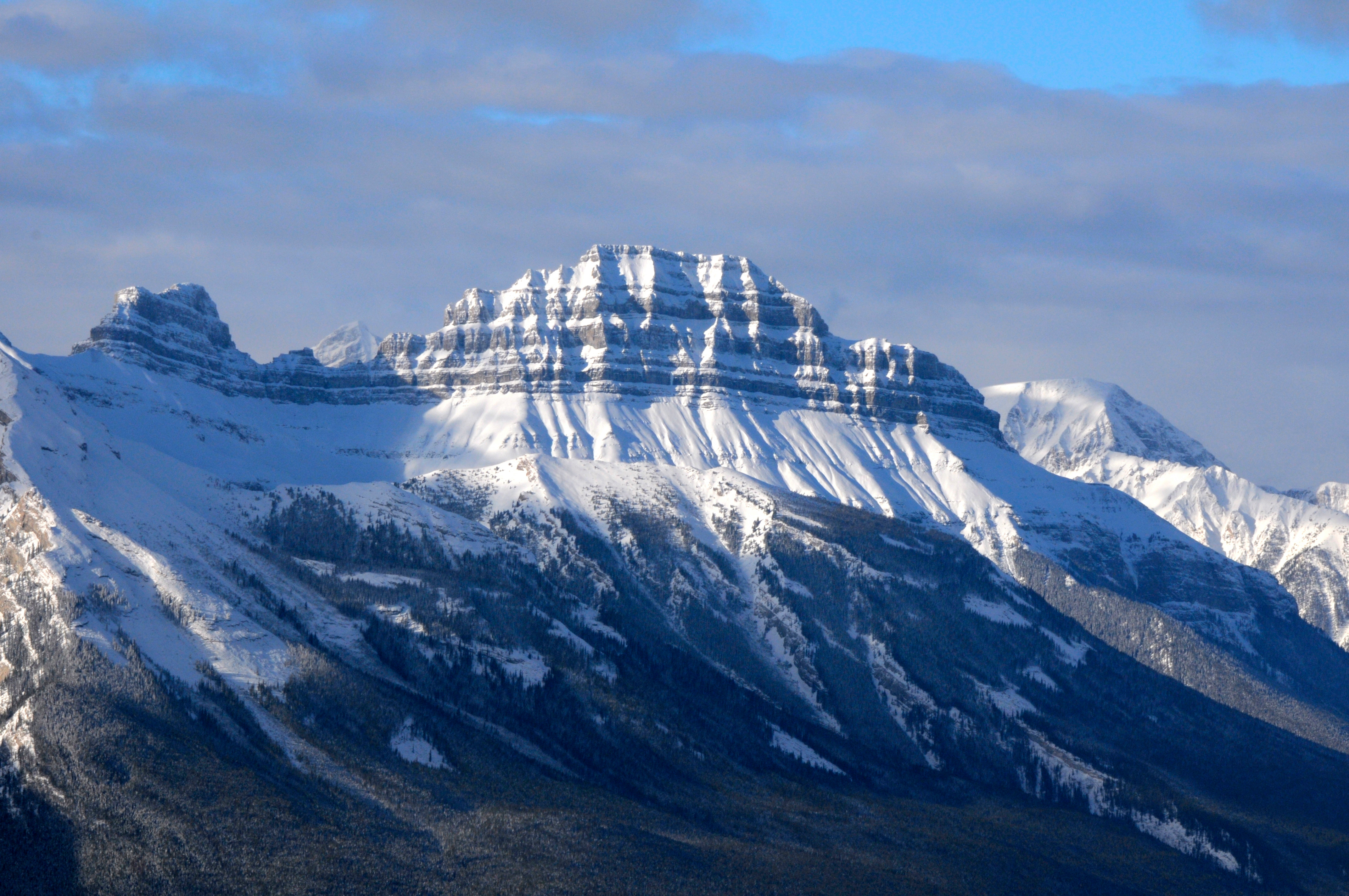
Вид на гору Пайлот с горы Салфер

Гора была названа так в 1884 году канадским геологом и географом Джорджем М. Доусоном, поскольку она расположена в месте, где долина Боу изменяет направление, обеспечивая таким образом широкую панораму горы вдоль всей долины. На гору можно взойти по северо-западному склону. На близлежащую гору Бретт (2984 м) можно подняться с хребта у западных склонов Пайлота..

## Геология
Как и другие горы в парке Банф, гора Пайлот состоит из осадочных пород, отложившихся в период от докембрия до юрского периода. Образовавшаяся в мелководных морях, эта осадочная порода была вытолкнута на восток и за верхнюю часть более молодой породы во время Ларамийского орогенеза.

## Климат
По классификации Кёппена гора находится в субарктической климатической зоне с холодной снежной зимой и умеренным летом. Зимние температуры могут быть ниже −20 °C.